# اشپایکربور
اشپایکربور (به هلندی: Spijkerboor) یک منطقهٔ مسکونی در هلند است که در آ ان هونزه واقع شده‌است. اشپایکربور ۱۷۰ نفر جمعیت دارد.